# Anagyrus shahidi
Anagyrus shahidi är en stekelart som beskrevs av Hayat 1979. Anagyrus shahidi ingår i släktet Anagyrus och familjen sköldlussteklar. Inga underarter finns listade i Catalogue of Life.